# بنجامين بلوم (موسيقي)
بنجامين بلوم (بالإنجليزية: Benjamin Bloom)‏ هو موسيقي بريطاني، ولد في 23 أغسطس 1982 في إبسوتش في المملكة المتحدة.